# Stacy McGee
Stacy McGee (Muskogee, 17 gennaio 1990) è un giocatore di football americano statunitense che gioca nel ruolo di defensive tackle per i Washington Redskins della National Football League (NFL). Fu scelto nel corso del sesto giro (205º assoluto) del draft NFL 2013 dagli Oakland Raiders. Al college giocò a football all’Università dell'Oklahoma.

## Carriera professionistica

### Oakland Raiders
McGee fu scelto nel sesto giro del Draft 2013 dagli Oakland Raiders. Il 7 giugno firmò un contratto quadriennale del valore di 2,23 milioni di dollari di cui 78.680 di bonus alla firma. Debuttò come professionista nella settimana 1 contro gli Indianapolis Colts mettendo a segno un tackle. Chiuse la stagione da rookie giocando 15 partite di cui 5 da titolare con 20 tackle totali e mezzo sack. Nella successiva trovò meno spazio, disputando 11 gare (nessuna come titolare) con 4 tackle.

### Washington Redskins
Il 10 marzo 2017, McGee firmò con i Washington Redskins.

## Statistiche
| Partite totali      | 26  |
| Partite da titolare | 5   |
| Tackle              | 24  |
| Sack                | 0,5 |
| Intercetti          | 0   |
| Fumble forzati      | 0   |

Statistiche aggiornate alla stagione 2014